# Iran Pro League 2015-16
Irán Pro League 2015-2016 es la edición 45 de la máxima categoría del fútbol iraní, y la XLV del campeonato de la Primera División de Irán, desde su establecimiento en el 2001. La temporada 2015-16 dio inicio el jueves 31 de julio de 2015 y concluyó el 14 de mayo de 2016. El Esteghlal Khuzestan de la ciudad de Ahvaz se coronó campeón por primera vez.

## Equipos
La temporada contó con 14 equipos de la Iran Pro League 2014-15, y dos nuevos equipos promovidos desde la Liga Azadegan 2014-15: Siah Jamegan Khorasan FC como campeón del Grupo A y Esteghlal Ahvaz como sustituto del campeón del Grupo B Foolad Novin, que no era elegible para la promoción, ya que son el equipo reserva del Foolad FC. La liga comenzó el 30 de julio de 2015 y finalizó el 14 de mayo de 2016.

### Datos generales
| Equipo                | Ciudad  | Estadio                | Aforo  | Entrenador             |
| --------------------- | ------- | ---------------------- | ------ | ---------------------- |
| Esteghlal             | Teherán | Estadio Azadi          | 84.412 | Amir Hossein Sadeghi   |
| Esteghlal Ahvaz       | Ahvaz   | Estadio Takhti Ahvaz   | 15.000 | Siavash Bakhtiarizadeh |
| Esteghlal Khuzestan   | Ahvaz   | Estadio Ghadir         | 50,100 | Abdollah Veisi         |
| Gostaresh             | Tabriz  | Estadio Bonyan Dizel   | 12,000 | Faraz Kamalvand        |
| Malavan               | Anzali  | Estadio Takhti Anzali  | 8,000  | Firouz Karimi          |
| Siah Jamegan Khorasan | Mashhad | Samen Stadium          | 35.000 | Rasoul Khatibi         |
| Naft Tehran           | Teherán | Estadio Takhti Tehran  | 30,122 | Alireza Mansourian     |
| Padideh               | Mashhad | Estadio Samen Al-Aeme  | 35.000 | Alireza Marzban        |
| Foolad                | Ahvaz   | Estadio Ghadir         | 50.199 | Dragan Skočić          |
| Persepolis            | Teherán | Estadio Azadi          | 84.412 | Hamid Derakhshan       |
| Rah Ahan              | Teherán | Estadio Rah Ahan       | 12.250 | Farhad Kazemi          |
| Saba Qom              | Qom     | Estadio Yadegar Emam   | 10.610 | Mehdi Tartar           |
| Saipa                 | Karaj   | Estadio Enghelab Karaj | 30.000 | Majid Jalali           |
| Sepahan               | Esfahan | Estadio Foolad Shahr   | 12.000 | Hossein Faraki         |
| Tractor Sazi          | Tabriz  | Estadio Sahand         | 66.833 | Toni Oliveira          |
| Zob Ahan              | Esfahan | Estadio Foolad Shahr   | 12.000 | Yahya Golmohammadi     |

## Tabla de posiciones
- Clasificación final el 14 de mayo de 2016. Fuente:[1]

| Pos. | Equipos             | PJ | PG | PE | PP | GF | GC | DIF | PTS |
| ---- | ------------------- | -- | -- | -- | -- | -- | -- | --- | --- |
| 1.   | Esteghlal Khuzestan | 30 | 15 | 12 | 3  | 33 | 14 | +19 | 57  |
| 2.   | Persépolis          | 30 | 16 | 9  | 5  | 50 | 34 | +16 | 57  |
| 3.   | Esteghlal           | 30 | 13 | 13 | 4  | 43 | 28 | +15 | 52  |
| 4.   | Tractor Sazi        | 30 | 13 | 12 | 5  | 43 | 27 | +16 | 51  |
| 5.   | Naft Tehran         | 30 | 13 | 10 | 7  | 30 | 21 | +9  | 49  |
| 6.   | Zob Ahan            | 30 | 11 | 13 | 6  | 38 | 26 | +12 | 46  |
| 7.   | Saba Qom            | 30 | 9  | 15 | 6  | 30 | 24 | +6  | 42  |
| 8.   | Saipa FC            | 30 | 11 | 7  | 12 | 28 | 31 | −3  | 40  |
| 9.   | Gostaresh Foulad    | 30 | 10 | 9  | 11 | 36 | 32 | +4  | 39  |
| 10.  | Padideh Khorasan    | 30 | 10 | 9  | 11 | 30 | 35 | −5  | 39  |
| 11.  | Sepahan FC          | 30 | 8  | 14 | 8  | 29 | 30 | −1  | 38  |
| 12.  | Foolad FC           | 30 | 9  | 8  | 13 | 26 | 37 | −11 | 35  |
| 13.  | Siah Jamegan        | 30 | 7  | 6  | 17 | 23 | 34 | −11 | 27  |
| 14.  | Malavan FC          | 30 | 5  | 12 | 13 | 23 | 35 | −12 | 27  |
| 15.  | Rah Ahan            | 30 | 5  | 10 | 15 | 24 | 36 | −12 | 25  |
| 16.  | Esteghlal Ahvaz     | 30 | 2  | 7  | 21 | 16 | 58 | −42 | 13  |

|  | Campeón y clasificado a Liga de Campeones de la AFC 2017 |
|  | Clasificado a la Liga de Campeones de la AFC 2017        |
|  | Descendido a la Liga Azadegan 2016-17                    |

## Goleadores
Actualización final el 14 de mayo de 2016.
| Pos. | Jugador              | Club                | Goles |
| ---- | -------------------- | ------------------- | ----- |
| 1    | Mehdi Taremi         | Persepolis          | 16    |
| 2    | Mohammad Ebrahimi    | Gostaresh           | 11    |
| 3    | Omid Ebrahimi        | Esteghlal           | 10    |
| 3    | Mehrdad Mohammadi    | Rah Ahan            | 10    |
| 5    | Hassan Beyt Saeed    | Esteghlal Khuzestan | 9     |
| 5    | Sasan Ansari         | Foolad              | 9     |
| 7    | Aloys Nong           | Tractor Sazi        | 7     |
| 7    | Jaber Ansari         | Esteghlal           | 7     |
| 7    | Rahim Zohaivi        | Esteghlal Khuzestan | 7     |
| 7    | Jerry Bengtson       | Persepolis          | 7     |
| 7    | Morteza Tabrizi      | Zob Ahan            | 7     |
| 7    | Mohsen Yousefi       | Padideh             | 7     |
| 7    | Gholamreza Rezaei    | Saipa               | 7     |
| 7    | Sajjad Shahbazzadeh  | Esteghlal           | 7     |
| 7    | Mohammad Iranpourian | Tractor Sazi        | 7     |